# Кућа породице Јефтић
Кућа породице Јефтић се налази у Шиљаковцу, насељеном месту на територији градске општине Барајево, подигнута је између 1830. и 1840. године. Представља непокретно културно добро као споменик културе.
Кућа је подигнута као типичан репрезентативни објекат породичне задруге, по типу припада вишеделној шумадијској чатмари. Кућа је приземна, правоугаоне основе, са четвороводним кровом покривеним ћерамидом. Конструкција је бондручна, са испуном у чатми. Кућа се састоји од шест просторија, међусобно повезаних вратима, са „кућом“ у средишњем делу. 
Настала је у време интензивних социјалних превирања у Србији и формирања имућног слоја друштва. Кућа породице Јефтић у Шиљаковцу одражава у погледу функционалности, примењене конструкције, архитектонског обликовања и ликовне обраде висока стремљења водећег друштвеног слоја у време његове афирмације у политичком и културном животу Србије.